# Göbekli Tepe
Göbekli Tepe (Nederlands: Navelheuvel, letterlijke Turkse betekenis: Buikige Heuvel) is een bergheiligdom, ongeveer 13 km ten noordoosten van Şanlıurfa, een stad in het zuiden van Turkije en staat op het hoogste punt van een langgerekte bergketen. Het is gebouwd rond het begin van het Neolithicum en heeft een ouderdom van circa 11.500 jaar. 
Göbekli Tepe is het oudst bekende tempelcomplex ter wereld. Sinds 2018 is de locatie UNESCO-werelderfgoed.

## Ontdekking
Vóór het begin van de opgravingen werd de heuvel die het heiligdom bedekte als landbouwgrond gebruikt. Generaties van boeren hadden de in de weg liggende stenen verplaatst en op grote hopen gestapeld. Ook hadden boeren geprobeerd om grote stenen die in de grond zaten, kapot te slaan. Daardoor is relatief veel archeologisch materiaal verloren gegaan.
Archeologen begrepen dat deze steil oprijzende heuvel niet van natuurlijke oorsprong kon zijn. Bij opgravingen rond 1962 ontdekte men er grote, T-vormige pilaren in de grond. De Amerikaanse archeoloog Peter Benedict vermoedde dat ze uit de steentijd stamden. Sinds 1994 doet het Deutsches Archäologisches Institut, in samenwerking met het museum van Şanlıurfa, opgravingen en onderzoek. Dit geschiedde de eerste jaren onder leiding van de initiatiefnemer, Klaus Schmidt.

## Ouderdom

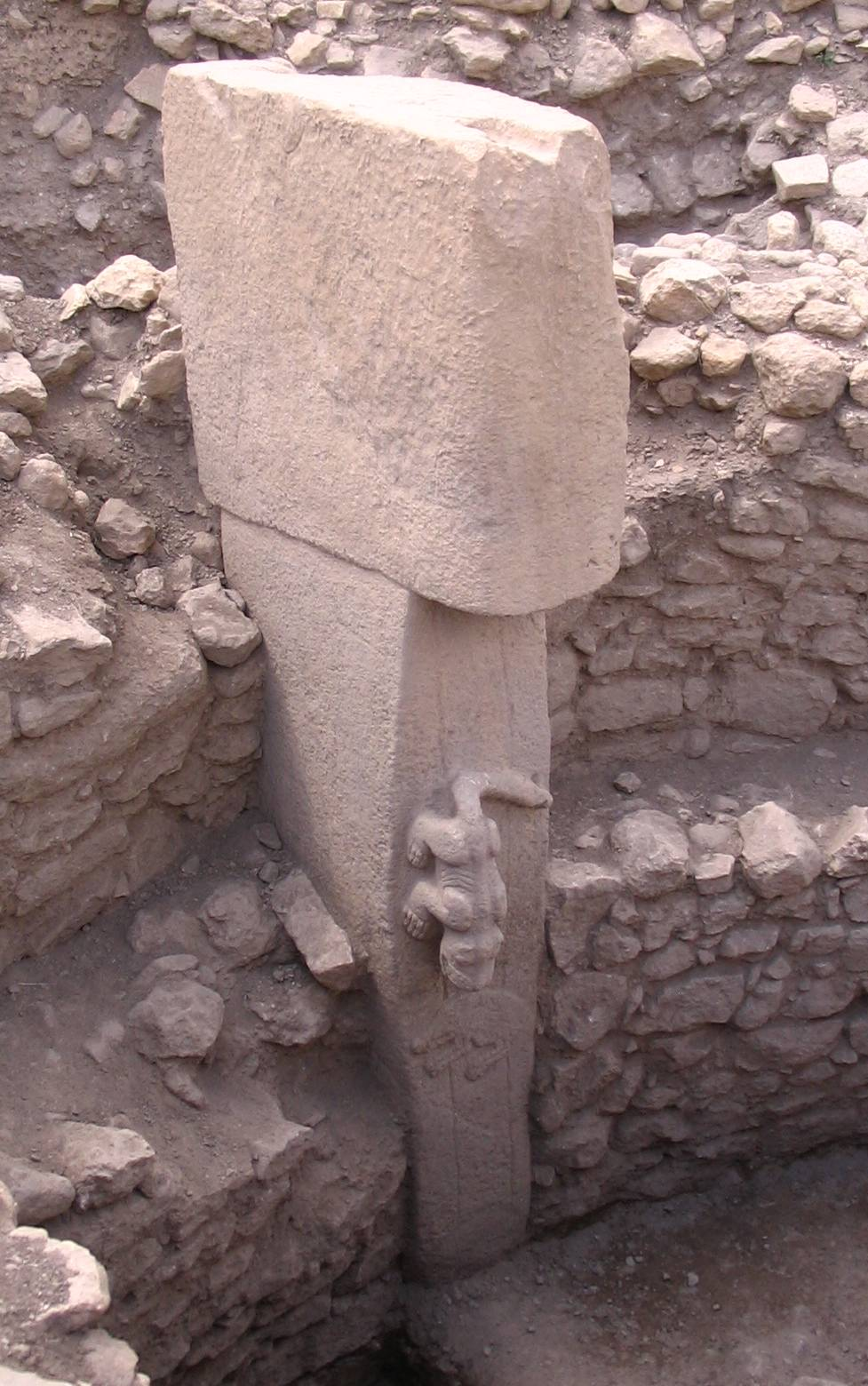
T-pilaar in muur

De opeenstapeling van lagen wijst er op dat deze plaats meerdere duizenden jaren in gebruik is geweest, mogelijk al vanaf het mesolithicum.

### Laag III
In de oudste nederzettingslaag (laag III) vond men monolithische T-vormige pilaren, die samen met (grof gestapelde) muren cirkelvormige of ovale bouwwerken vormen. In het midden van zo’n bouwwerk staan telkens twee nog grotere T-pilaren.
Tot nu toe zijn vier van zulke bouwwerken ontdekt met doorsnedes tussen de 10 en 30 meter. Op grond van geofysische onderzoeken vermoedt men dat er nog zestien van dergelijke bouwwerken onder de grond liggen.
- Door middel van C14-datering kan men het begin van deze laag dateren op minimaal 11.000 v.Chr. (in het late Mesolithicum dan wel het zeer vroege Neolithicum). Het einde van deze laag kan men plaatsen op circa 9.000 v.Chr. (in het Prekeramisch Neolithicum A of PPNA).

### Laag II
In de jongere laag II vond men meerdere aan elkaar grenzende rechthoekige ruimten met vloeren van gemalen kalk die herinneren aan de terrazzovloeren van het Romeinse Rijk.
- Deze laag kan men dateren op ongeveer 8000 v.Chr. (in het Prekeramisch Neolithicum B of PPNB).

### Laag I
De jongste laag I bestaat uit sedimenten en is de laag die vóór de opgraving als landbouwgrond diende.
Aan het begin van het achtste millennium v.Chr. verloor de navelberg blijkbaar zijn betekenis. Het complex is echter niet domweg in de vergetelheid geraakt en in de loop der tijden door de natuur verzwolgen: het werd doelbewust met aarde bedolven. De reden is niet duidelijk, maar het heeft het monument voor de wereld behouden.

## Versieringen
De monolithische T-vormige pilaren zijn versierd met:
1. Zeer zorgvuldig bewerkte reliëfs van leeuwen, stieren, zwijnen, vossen, gazellen, reptielen (zoals slangen) en vogels. Het is niet duidelijk of de scheppers van deze werken daarmee alleen de dierenwereld om hen heen wilden afbeelden dan wel mythische wezens.
2. Abstracte pictogrammen. Deze tekens kan men eigenlijk geen schrift noemen, maar misschien zijn het (voor die tijd) algemeen begrijpelijke (heilige?) symbolen, zoals ze ook in de holentekeningen uit de jonge steentijd gevonden zijn.
3. Sommige T-pilaren hebben armen, waaruit men zou kunnen concluderen dat het om gestileerde mensen gaat, dan wel om mythische wezens.

## Resultaten tot nu toe
Nog maar 1,5 % van het hele gebied is opgegraven en alleen bij het tweede bouwwerk (B) werd het vloerniveau van laag III bereikt. Ook hier kwam een terrazzovloer tevoorschijn.
Woongebouwen zijn tot nu toe niet gevonden in het complex, wel “speciale gebouwen” die waarschijnlijk voor rituele bijeenkomsten werden gebruikt.
Het complex werpt meer vragen op dan archeologen en historici kunnen beantwoorden. Zo is het niet duidelijk waarom binnen de heiligdommen achteraf steeds maar weer muren opgetrokken werden.

## Interpretaties
Göbekli Tepe geldt als de archeologische vondst van het millennium. Deze vondst wordt echter verschillend geïnterpreteerd.
- Klaus Schmidt stelt dat rond 9.000 v.Chr. de Neolithische revolutie (de omschakeling van een samenleving van jager-verzamelaars naar een samenleving gebaseerd op landbouw en veeteelt) nog moest beginnen. Volgens hem is deze tempel dan ook niet door de eerste neolithische boeren gebouwd, maar al vóór de neolithische revolutie door jager-verzamelaars. Het is opvallend dat deze tempel gebouwd zou zijn door rondtrekkende jager-verzamelaars, want voor het bouwen van dit complex is een geavanceerde organisatie vrijwel onmisbaar. De archeologen schatten dat er tot 500 mensen nodig waren om de 10–20 ton (soms zelfs 50 ton) zware pilaren in de steengroeven in de omgeving los te hakken en 100 tot 500 meter te transporteren. Al die arbeiders moesten gevoed worden. Schmidt stelt dat voor hun voeding wild graan werd gebruikt. Hij gelooft dat de jager-verzamelaars moesten samenwerken om deze graansoorten te beschermen tegen wilde dieren (kuddes gazelles en ezels). Zo zou tijdens de bouw van het tempelcomplex een gemeenschappelijke organisatie ontstaan zijn, men zou met grootschalige landbouw begonnen zijn en men ging zich vestigen in een dorp of stad nabij de bouwplaats. Het bouwen van deze tempel zou dus het Neolithicum veroorzaakt hebben en niet andersom.[3]

- Latere publicaties stellen echter dat in het Midden-Oosten en Anatolië het Neolithicum 10.900 v.Chr. al stevig gevestigd was[4], hetgeen zou betekenen dat dit heiligdom door de eerste neolithische boeren is gebouwd. Zij werden gevoed met gecultiveerd graan. Experimenten met graanveredeling kunnen namelijk al rond 20.000 v.Chr. begonnen zijn.[5]

## Betekenis
Klaus Schmidt beschouwt het complex als een centrale plaats in de voorouderverering. De dieren op de reliëfs zouden dan de doden moeten beschermen. Graven zijn er overigens nog niet gevonden in het complex.
Hij stelt een paar hypotheses voor omtrent de geloofsbeleving van de bouwers van het complex op grond van vergelijking met andere vondsten en cultusplaatsen. Hij gaat uit van sjamanistische praktijken en denkt dat de T-pilaren mythologische wezens voorstellen, of misschien voorvaderen. Een scherpomlijnd godsgeloof ontstond vermoedelijk pas in de Kopertijd in Mesopotamië met grote tempelcomplexen en paleizen.
Göbekli Tepe bevindt zich (samen met een paar andere neolithische vindplaatsen) in de omgeving van de berg Karacadağ waar genetici de oorsprong hopen te vinden van ons gecultiveerde graan. Deze wetenschappers vermoeden dat daar dan ook de oorsprong was van de neolithische revolutie: de eerste landbouw. Recentere publicaties doen echter vermoeden dat het graan al veel eerder en ook op verschillende plaatsen werd gecultiveerd.

## Uniek complex
Niet alleen de reusachtige grootte, ook het feit dat hier zoveel pilaarheiligdommen naast elkaar staan, maakt het complex uniek. Er zijn tot op heden, op Karahan Tepe na, geen vergelijkbare complexen uit deze tijd gevonden. Karahan Tepe, ontdekt in 1997, ligt ten zuidoosten van Göbekli Tepe op 35 km afstand.
- Nevalı Çori, een nederzetting uit de steentijd die sinds 1992 op de bodem van het Atatürkstuwmeer ligt, en eveneens door het Deutsches Archäologisches Institut[1] onderzocht werd, is rond 500 jaar jonger. De daar eveneens gevonden T-pilaren zijn beduidend kleiner en het heiligdom bevond zich midden in een dorp.
- De uit ongeveer dezelfde tijd stammende bebouwing van Jericho heeft geen kunstzinnige versieringen of grote beeldhouwwerken.
- Çatal Hüyük is 2000 jaar jonger.